# Cinemacat.cat
Cinemacat.cat és una pel·lícula documental del 2008 en la que es fa una reflexió sobre la situació actual del cinema català, dirigida per Antoni Verdaguer i Serra, autor també del guió. Fou produït per Yakima Films S. L. amb la participació de Televisió de Catalunya.

## Sinopsi
El documental fa un repàs a la història del cinema català des dels seus orígens, incidint de forma especial en la situació present i plantejant possibles escenaris futurs. 58 directors i productors catalans en parlen i es plantegen diverses qüestions: Què es considera cinema català? Quina és la situació de la indústria cinematogràfica catalana? S'han de doblar les pel·lícules que ens arriben? En quin idioma s'han de rodar les cintes que produïm? Quin paper hi han de tenir les administracions i les subvencions? És cinema català només aquell que es fa en català? Les entrevistes incideixen en temes d'identitat, de contingut, repercussió pública, suport institucionals i de legislació. Combina els testimonis amb fragments de més de 76 pel·lícules elaborades durant 112 anys.

## Repartiment
Entre d'altres, hi participen Roser Aguilar, Vicente Aranda, Imanol Arias, Xavier Atance, Jaume Balagueró, Carles Balagué, Juan Antonio Bayona, Carlos Benpar, Francesc Betriu, Joan Bosch, Jordi Cadena, Jaime Camino, David Casademunt, Antonio Chavarrías, Isabel Coixet, Judith Colell, Ramon Colom, Manuel Corbi, Eduard Cortés, Pedro Costa, Manuel Cussó-Ferrer, Antoni D'Ocon, Jordi Dauder, Julio Fernández, Ricard Figueras, Josep Maria Forn, Pau Freixas, Jesús Garay, Joan Antoni González, Ginesta Guindal, Martín Gutiérrez, Kim Gázquez, Miguel Iglesias, Antonio Isasi-Isasmendi, Joel Joan, Carlos Jover, Xavier Juncosa, Isaki Lacuesta, Anna Lizaran, Antoni Llorens, Bigas Luna, Luis Miñarro, José María Nunes, Loris Omedes, Joaquín Oristrell, Antoni Padrós, Ventura Pons, Miguel Puertas, José Antonio Pérez Giner, Francisco Pérez-Dolz, Maria Ripoll, Edmon Roch, Jaime Rosales, Josep Antoni Salgot, Rosa Maria Sardà, Albert Serra, Salomón Shang, Llorenç Soler, Conrad Son, Antoni Verdaguer i Rosa Vergés.

## Nominacions
Fou nominada al Gaudí a la millor pel·lícula documental als Premis Gaudí de 2009.